# Pont-à-Mousson
Pont-à-Mousson település Franciaországban, Meurthe-et-Moselle megyében. Lakosainak száma 14 383 fő (2022. január 1.). Pont-à-Mousson Vandières, Atton, Blénod-lès-Pont-à-Mousson, Bouxières-sous-Froidmont, Champey-sur-Moselle, Lesménils, Maidières, Montauville, Mousson, Norroy-lès-Pont-à-Mousson és Jezainville községekkel határos.

## Népesség
A település népességének változása:
| Lakosok száma | 13 406 | 14 942 | 14 645 | 13 879 | 14 792 | 14 901 | 14 228 | 14 497 | 14 357 | 14 383 |
|               | 1968   | 1982   | 1990   | 2006   | 2013   | 2015   | 2017   | 2019   | 2020   | 2022   |